# Nirim (IDF-Außenposten)
Nirim, ein IDF-Außenposten von Februar bis Herbst 1949, war der Tatort eines Kriminalfalls im August jenes Jahres, wobei am Posten stationierte Soldaten des ZaHaLs (IDF) eine Frau vergewaltigten und dann erschossen. Auf die Meldung durch den Kommandanten hin kam es zum Kriminalprozess vor einem israelischen Militärgericht, das 20 Soldaten verurteilte, darunter den Kommandanten als Hauptverantwortlichen zu 15 Jahren Haft. Doch das Verfahren war nicht öffentlich, und so machten die israelischen Journalisten Mosche Gorali und Aviv Lavie in Haʾaretz den Fall erst 54 Jahre später (2003) publik, nachdem sie Kopien der Prozessakten im Bestand der Jurafakultät der Universität Tel Aviv entdeckten.
Von Gorali und Lavie angeregt verfasste Adania Shibli den Roman Eine Nebensache, der 2017 herauskam und dessen deutsche Ausgabe 2022 im Berenberg Verlag erschienen ist. Der erste Teil dieses nur 117 Seiten starken Buches ist die literarische Rekonstruktion der Vergewaltigung und Ermordung eines Beduinenmädchens durch israelische Soldaten.

## Tatort Nirim
Shiblis von der Kritik hoch gelobter Roman legt nahe, dass der eigentliche Tatort der heutige Kibbuz Nirim war. Darin folgte Shibli wohl Mosche Gorali und Aviv Lavie in ihrem Haʾaretz-Artikel von 2003. Lavie korrigierte den Irrtum über den Tatort 2005, wovon Shibli bei ihren Recherchen zwölf Jahre später aber keine Kenntnis nahm.

„Im Sommer 1949 gab es keine Verbindung mehr zwischen dem Kibbuz Nirim und dem gleichnamigen Außenposten. Der Außenposten trug den Namen Nirim, weil er sich an dem Ort befand, an dem der Kibbuz Nirim im Juni 1946 gegründet worden war.“

Die Bewohner des Kibbuzes, die seit dem 15. Mai 1948 im ursprünglichen Nirim den Angriffen der ägyptischen Invasoren knapp hatten standhalten können, gaben Anfang 1949 den vom Krieg um Israels Unabhängigkeit 1948/1949 gezeichneten Ort auf, nachdem israelisches Militär das bedrängte Nirim hatte erreichen und von den ägyptischen Belagerern entsetzen können. Danach nutzte der ZaHaL das alte Nirim als Außenposten nahe der Grünen Linie zum ägyptisch besetzten Gazastreifen und ebenfalls unweit der ägyptisch-israelischen Grenze auf der Sinai-Halbinsel.
Nachdem der ZaHaL später den Außenposten Nirim aufgegeben hatte, wurde am 8. Dezember 1949 an gleicher Stelle der Kibbuz Dangor gegründet, der sich 1953 den Namen Nir Jizchaq gab und dort heute noch besteht. Das Verbrechen, das mit Nirim als Tatort in Verbindung gebracht wurde, hat also mit beiden Kibbuzim nichts zu tun, entsprechend bekamen Bewohner auch nichts von dem Vorfall mit. Gorali und Lavie befragten ausschließlich ehemalige ZaHaL-Soldaten als Zeitzeugen, die sie in ihrem Haʾaretz-Artikel zitieren.

## Das Verbrechen
Etwa ein halbes Jahr nach dem Waffenstillstand mit Ägypten im Februar 1949 begingen ZaHaL-Soldaten im aufgegebenen Kibbuz Nirim, dem alten Standort Nirims, ein Verbrechen. Es begann damit, dass dort stationierte israelische Soldaten am 12. August 1949 in der Nähe ihres Außenpostens einen bewaffneten arabischen Mann und ein Beduinenmädchen entdeckten. Den Mann erschoss der Kommandant und die Beduinin brachten die Soldaten mit ins Lager. Dort wurde sie entkleidet, sie musste vor aller Augen nackt duschen und schließlich wurden ihr noch die Haare abgeschnitten.
Am Abend feierten die Soldaten. Ihr Kommandant hielt eine Rede über den Zionismus und die Bedeutung des Beitrags der Truppen zum neu gegründeten Staat und las Auszüge aus der Bibel. Wenig später ergriff er noch einmal das Wort, erinnerte an das Beduinenmädchen und stellte zwei Optionen über deren weiteres Schicksal zur Abstimmung: Das Mädchen könne als Küchenarbeiterin eingesetzt werden oder die Soldaten könnten sich an ihr vergehen. Die Soldaten votierten für die zweite Option, und anschließend wurde festgelegt, welche Gruppe von Soldaten sich zuerst über das Mädchen hermachen dürfe. Der Kommandant erstellte einen dreitägigen Plan für die Gruppenvergewaltigungen, bei denen sich die drei Trupps abwechseln sollten. Der Gruppe, zu der der Kommandant gehörte, wurde zuerst der Zugriff auf das Mädchen erlaubt. „So begann eine der hässlichsten und schrecklichsten Episoden in der Geschichte der israelischen Streitkräfte, eine Episode, die selbst aus einem Abstand von 54 Jahren nur schwer zu verstehen ist.“
Am nächsten Morgen, es war der 13. August 1949, wurde die Vergewaltigte erschossen und ihr Leichnam in der Wüste vergraben.
Mit der Ermordung des Beduinenmädchens endet der erste Teil von Shiblis Buch. Im zweiten Teil erfährt etwa fünfzig Jahre später eine in den von Israel besetzten Gebieten lebende namenlose Palästinenserin aus der Zeitung von der Vergewaltigung und dem Mord. Sie stellt fest, dass beides sich auf den Tag genau 25 Jahre vor ihrer Geburt ereignet hatte, weshalb sie beschloss, der Geschichte nachzugehen – nach Dokumenten darüber zu suchen und die Orte des Geschehens aufzusuchen. Dies ist der fiktionale Teil in Shiblis Buch, in dem neben den historisch verbürgten Ereignissen aus dem ersten Teil der Alltag im Westjordanland unter israelischer Besatzung in den Fokus der Erzählung rückt.
Der reale Fortgang der Geschichte wurde dagegen in dem Haʾaretz-Artikel von 2005 ausführlich beschrieben. In ihm wurden die Ereignisse nach der Ermordung des Mädchens dokumentiert und deutlich gemacht, dass das Verbrechen damals nicht unbemerkt geblieben und auch Ben-Gurion zur Kenntnis gebracht worden war. Am 15. August 1949 erstattete der Kommandant des Außenpostens seinen Vorgesetzten einen schriftlichen Bericht, in dem es hieß: „Bei meiner Patrouille am 12. August 1949 begegnete ich in dem unter meinem Kommando stehenden Gebiet Arabern, von denen einer bewaffnet war. Ich tötete den bewaffneten Araber auf der Stelle und nahm seine Waffe. Ich habe die arabische Frau gefangen genommen. In der ersten Nacht misshandelten die Soldaten sie und am nächsten Tag hielt ich es für angebracht, sie aus der Welt zu entfernen.“ Unklar ist, wer die beschriebenen Araber waren, kamen sie von jenseits der Grünen Linie zum ägyptisch besetzten Gazastreifen? Richard Silverstein nimmt diesen Fall als Beispiel der Behandlung der Beduinen des Negevs, stammten sie also von dort und wollten in den Gazastreifen?
Am 25. August wurde der Leichnam des Mädchens noch einmal exhumiert. Der Verwesungszustand war jedoch schon so weit fortgeschritten, dass sich weder die Todesursache feststellen ließ, noch ob das Mädchen vergewaltigt worden war. Es kam schließlich zu einem mehrere Monate dauernden Militärgerichtsprozess an dessen Ende der Kommandeur der Gruppe zu 15 Jahren Gefängnis verurteilt wurde. Die anderen 19 Soldaten erhielten Haftstrafen zwischen einem und drei Jahren. „Den meisten von ihnen wurde ‚Fahrlässigkeit bei der Verhinderung eines Verbrechens‘ oder ‚Mittäterschaft bei der Begehung eines Verbrechens‘ vorgeworfen. […] Nur ein Soldat wurde wegen Vergewaltigung zu zweieinhalb Jahren Gefängnis verurteilt.“
Die Identität des ermordeten Beduinenmädchens wurde nie geklärt und ihr Körper wurde vermutlich wieder im Sand des westlichen Negev begraben. Ihre Tragödie blieb 54 Jahre lang verborgen, bevor sie von Haʾaretz ans Licht gebracht wurde. Dazu gab es eine Vorgeschichte:

„Was in Nirim geschah, wäre im Mülleimer der Geschichte begraben worden, wenn es nicht den Prozess gegen die Verantwortlichen des Massakers von Kafr Qasim während des Krieges von 1956 an 50 palästinensischen Dorfbewohner [israelischer Staatsangehörigkeit] gegeben hätte, die von der Arbeit zurückkehrten und nichts von einer [vorgezogenen] Ausgangssperre wussten. Die Grenzpolizei tötete Dutzende dieser unschuldigen [israelischen] Palästinenser. Die Verteidiger in diesem Fall führten den Nirim-Vorfall als Beispiel für frühere ZaHaL-Morde an Zivilisten an, um ein Muster eines solchen Verhaltens aufzuzeigen. Einer der Anwälte brachte die Fallakten ins Archiv der juristischen Fakultät der Universität Tel Aviv, wo sie lagerten, bis zwei Haʾaretz-Reporter 2003 über diese Tragödie berichteten.“